# Зубайру, Абдул
Абдул Муса Зубайру (англ. Abdul Musa Zubairu; 3 октября 1998, Нигерия) — нигерийский футболист, полузащитник клуба «Земплин».

## Карьера
Абдул является воспитанником клуба «ГБС Академи».
В начале 2017 года полузащитник подписал контракт со словацким «Тренчином». В составе нового клуба Зубайру дебютировал 25 февраля в игре со «Слованом» из Братиславы. Уже в следующем матче с «Татраном» Абдул отметился первым забитым мячом.